# Mocni ludzie
Mocni ludzie (ang. Wells Fargo) – amerykański film z 1937 roku w reżyserii Franka Lloyda.

## Obsada
- Joel McCrea jako Ramsay MacKay
- Bob Burns jako Hank York, włóczęga
- Frances Dee jako Justine Pryor MacKay
- Lloyd Nolan jako Dal Slade
- Henry O'Neill jako Henry Wells
- Mary Nash jako pani Pryor
- Ralph Morgan jako Nicholas Pryor
- Johnny Mack Brown jako Talbot Carter
- Porter Hall jako James Oliver
- Jack Clark jako William Fargo
- Clarence Kolb jako John Butterfield
- Robert Cummings jako Dan Trimball, poszukiwacz
- Granville Bates jako Bradford, bankier
- Harry Davenport jako Ingalls, bankier
- Frank Conroy jako Ward, bankier
- Brandon Tynan jako Edwards, wydawca gazety
- Peggy Stewart jako Alice MacKay
- Bernard Siegel jako Pawnee
- Stanley Fields jako Abe, poszukiwacz
- Henry Brandon jako Larry
- Frank McGlynn, Sr. jako Abraham Lincoln
- Ed Brady jako poszukiwacz (niewymieniony w czołówce)

## Nagrody i nominacje
| Nazwa nagrody | Wygrane            | Nominacje                                          |
| ------------- | ------------------ | -------------------------------------------------- |
| Oscar         | 1938 bez rezultatu | 1938 Najlepszy dźwięk Loren L. Ryder Paramount SSD |